# Osgoodomys banderanus
Osgoodomys banderanus је врста глодара из породице хрчкова (лат. Cricetidae). 

## Распрострањење
Мексико је једино познато природно станиште врсте.

## Станиште
Врста Osgoodomys banderanus има станиште на копну. Врста је по висини распрострањена од нивоа мора до 1.400 метара надморске висине.

## Угроженост
Ова врста није угрожена, и наведена је као последња брига јер има широко распрострањење.

### Популациони тренд
Популациони тренд је за ову врсту непознат.